# Třída Bditělnyj
Třída Bditělnyj (jinak též třída Inženěr-mechanik Zverev) byla třída torpédoborců ruského carského námořnictva. Celkem bylo postaveno deset jednotek této třídy, z nichž osm bylo zařazeno do Baltského loďstva a dva do Tichooceánského loďstva. Torpédoborce byly nasazeny za první světové války a později byly převzaty sovětským námořnictvem. Za ruské občanské války dva ukořistili a nějaký čas provozovali bělogvardějci.

## Stavba
Celkem bylo postaveno 10 jednotek této třídy. Stavbu provedla v letech 1905–1907 německá loděnice Schichau-Werke v Elbingu. První dvě jednotky byly po železnici přepraveny do Vladivostoku.
Jednotky třídy Bditělnyj:
| Jméno                      | Založení kýlu | Spuštěna | Vstup do služby | Status |
| -------------------------- | ------------- | -------- | --------------- | --- |
| Kapitan Jurasovskij        | 1904          | 1905     | 1906            | Roku 1917 převeden k Severomořské flotile. V březnu 1918 zajat Brity, předán bělogvardějcům a v únoru 1920 ukořistěn bolševiky. Vyřazen 1923. |
| Lejtěnant Sergejev         | 1904          | 1905     | 1906            | Roku 1917 převeden k Severomořské flotile. V březnu 1918 zajat Brity, předán bělogvardějcům a v únoru 1920 ukořistěn bolševiky. Vyřazen 1923. |
| Bditělnyj                  | 1904          | 1906     | 1906            | Dne 27. listopadu 1917 se v Botnickém zálivu potopil na mině.                                                                                 |
| Bojevoj                    | 1904          | 1906     | 1906            | Vyřazen 1922. |
| Burnyj                     | 1904          | 1906     | 1906            | Vyřazen 1922. |
| Inženěr-mechanik Dmitrijev | 1904          | 1905     | 1906            | Od roku 1923 Rošal. Vyřazen 1929. |
| Inženěr-mechanik Zverev    | 1904          | 1905     | 1906            | Od roku 1923 Žemčužnyj. Vyřazen 1930. |
| Vnimatělnyj                | 1904          | 1906     | 1906            | Vyřazen 1922. |
| Vnušitělnyj                | 1904          | 1906     | 1906            | Od roku 1923 Martynov. Vyřazen 1940. |
| Vynoslivyj                 | 1904          | 1906     | 1906            | Od roku 1923 Artěmjev. Vyřazen 1940. |

## Konstrukce

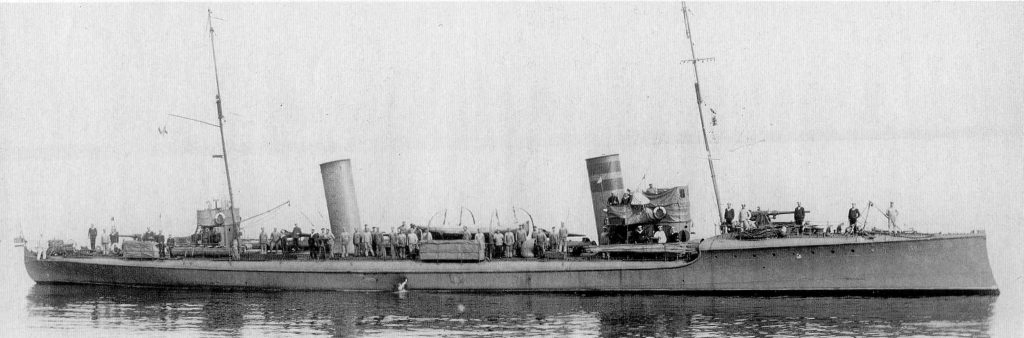
Bditělnyj

Torpédoborce nesly dva 75mm kanóny, šest 7,62mm kulometů a tři 457mm torpédomety. Během služby byly vybaveny pro nesení 16 min. Pohonný systém tvořily čtyři kotle a dva parní stroje o výkonu 6000 hp, pohánějící dva lodní šrouby. Nejvyšší rychlost dosahovala 27 uzlů. Dosah byl 960 námořních mil při rychlosti 12 uzlů.